# Мучной (платформа)
Мучной — остановочный пункт / пассажирская платформа (бывший разъезд) Волгоградского региона Приволжской железной дороги на линии Саратов I — Иловля II. Находится на территории Камышинского района Волгоградской области.

## Общие сведения
Остановочный пункт состоит из двух коротких прямых боковых платформ, расположенных друг напротив друга. Рядом с остановочным пунктом расположены железнодорожные будки.
На расстоянии 630 метров к северу-северо-востоку от платформы находится объект археологического наследия — курганный могильник
«Мучной-1».
По состоянию на 2020 год, обе платформы разобраны.
В Тарифном Руководстве № 4 и на некоторых топографических картах соседним с Мучным остановочным пунктом в сторону Семёновского ошибочно указан остановочный пункт, обозначенный в Тарифном Руководстве № 4 как 144 километр. В реальности остановочный пункт 144 км располагался на перегоне Овражная — Семёновский возле села Иловлинка (не путать с находящимся в другом месте остановочным пунктом Иловлинка), а соседним с Мучным остановочным пунктом в сторону Семёновского является платформа 159 километр.

## История
Однопутная железнодорожная линия Саратов — Иловля была сооружена в 1942 году как часть Волжской рокады. Строительство участка этой линии от Петрова Вала до Саратова велось с использованием рельсовых плетей, снятых в западных регионах СССР при отступлении советских войск. Разъезд Мучной был открыт в том же году, одновременно с открытием линии.
В 2000 году была осуществлена электрификация разъезда переменным током напряжением 25 кВ в составе участка Саратов — Петров Вал, после чего между этими станциями начали курсировать электропоезда.
В 2005 году на участке Овражная — Семёновский — Мучной был проложен второй электрифицированный путь; в 2006 году второй электрифицированный путь был проложен на перегоне Мучной — Умёт-Камышинский. К концу 2007 года сооружение вторых путей на участке Волжской рокады от Сызрани до Волгограда было завершено. После прокладки второго пути необходимость в наличии разъезда Мучной отпала. Приказом Росжелдора № 270 от 17 августа 2007 года «О закрытии железнодорожного разъезда Мучной и открытии остановочного пункта Мучной Приволжской железной дороги — филиала ОАО „РЖД“» разъезд Мучной был упразднён. Вскоре после официального закрытия путевое развитие разъезда было разобрано, Мучной стал остановочным пунктом на перегоне Семёновский — Умёт-Камышинский.
До 2013 года движение прямых пригородных поездов между Саратовом и Петровым Валом было регулярным. Также по ходатайству Администрации Камышинского муниципального района назначались дополнительные пригородные поезда на участке Петров Вал — Овражная. С 8 июля 2013 года движение электропоездов между Петровым Валом и Овражной было прекращено в связи с отсутствием транспортного заказа от Министерства транспорта и дорожного хозяйства Волгоградской области. Участок Петров Вал — Овражная остался без пригородного сообщения, а все расположенные на данном отрезке железной дороги остановочные пункты, включая Мучной, перестали использоваться для посадки/высадки пассажиров.